# دانشگاه بین‌المللی امام خمینی
دانشگاه بین‌المللی امام خمینی (با نام رسمی سازمانی به انگلیسی: Imam Khomeini International University) و با نام مستعار دانشگاه بین‌المللی قزوین. بزرگ‌ترین و جامع‌ترین دانشگاه قزوین و از دانشگاه‌های مادر کشور می‌باشد که تحت‌نظر وزارت علوم، تحقیقات و فناوری ایران فعالیت می‌نماید.
لایحهٔ تأسیس یک دانشگاه بین‌المللی اسلامی در دی‌ماه سال ۱۳۶۲ در مجلس شورای اسلامی ایران به تصویب رسید و دانشگاه با نام دانشگاه بین‌المللی قدس آغاز به کار نمود. در سال ۱۳۷۰ دانشگاه با مجتمع آموزش عالی دهخدا ادغام گردید و با نام دانشگاه بین‌المللی امام خمینی، فعالیت رسمی خود را به‌صورت دانشگاه جامع در قزوین آغاز کرد. اساسنامهٔ دانشگاه نیز در تیرماه سال ۱۳۷۷ در شورای عالی انقلاب فرهنگی به تصویب رسید. این دانشگاه در رتبه بندی تایمز رتبه ۳ دانشگاه های جامع ایران را گرفته است. این گفتاورد بعدها به شعار دانشگاه تبدیل شد.

نماد بیستمین سالگرد تأسیس دانشگاه بین‌المللی امام خمینی

## داده‌های آماری به‌صورت فراگیر
- سال پایه‌گذاری: ۱۳۷۰
- گسترده: ۴۱۲ هکتار
- شمار دانشکده‌ها: ۶ دانشکده
- مسجد دانشگاه: گستره ۲۴۷۰ متر مربع /سال بهره‌برداری ۱۳۸۳
- کتابخانه مرکزی دانشگاه: گستره ۴۰۶۲ متر مربع /سال بهره‌برداری: ۱۳۷۸
- شمار رشته‌های پذیرفته کاردانی: ۱۳ رشته
- شمار رشته‌های پذیرفته کارشناسی ناپیوسته: ۳ رشته
- شمار رشته‌های پذیرفته کارشناسی پیوسته: ۳۹ رشته
- شمار رشته‌های پذیرفته کارشناسی ارشد پیوسته: ۱ رشته
- شمار رشته‌های پذیرفته کارشناسی ارشد ناپیوسته: ۶۰ رشته
- شمار رشته‌های پذیرفته دکتری: ۳۱ رشته
- شمار اعضای هیئت علمی: ۳۰۱ نفر
- شمار دانشجویان ایرانی و غیر ایرانی: نزدیک به ۱۰۰۰۰ نفر

## دانشکده‌ها

##### دانشگاه بین‌المللی امام خمینی هم‌اکنون دارای شش دانشکده، یک مرکز و دو پژوهشکده است.
- دانشکده فنی و مهندسی به ریاست نوشین بیگدلی
- دانشکده معماری و شهرسازی به ریاست یوسف گرجی
- دانشکده علوم پایه به ریاست علی ریحانی
- دانشکده ادبیات و علوم انسانی به ریاست عبدالعلی آل بویه
- دانشکده علوم اجتماعی به ریاست صادقی
- دانشکده علوم و تحقیقات اسلامی به ریاست نوریان
- دانشکده کشاورزی و منابع طبیعی به ریاست بیژن نظری
- مرکز آموزش زبان پارسی (ویژه دانشجویان خارجی) به ریاست سید محسن حسینی موخر
- پژوهشکده آینده‌پژوهی به ریاست سید محمد مهدی ابطحی

## پارک علم و فناوری دانشگاه
مسئولان دانشگاه سال ۱۳۸۵ درصدد تأسیس پارک علم و فناوری استان در مجاورت دانشگاه با هدف تکمیل حلقه‌های واسط بین بخش‌های اقتصادی منطقه (صنایع، کشاورزی، پزشکی) و بخش‌های علمی و آموزشی منطقه (دانشگاه‌ها و مؤسسات پژوهشی) و بهره‌مندی دانشگاهیان از منافع اقتصادی و فعالیت‌های تحقیقاتی خود برآمدند.
پیرو این مطالب مسئولان منطقه‌ای و وزارتی در راستای تحقق مصوبات استانی هیئت وزیران موافق‌نامهٔ اصولی پارک علم و فناوری دانشگاه بین‌المللی امام خمینی از سوی وزیر علوم تحقیقات و فناوری صادر شد.

## کانون‌ها، تشکل‌ها و نشریات

### کانون کتابخوانی
کانون کتابخوانی دانشگاه بین‌المللی امام خمینی از سال ۱۳۹۰ به همت جمعی از دانشجویان با هدف ترویج فرهنگ کتاب‌خوانی و ایجاد فضای مطلوب برای بحث و تبادل نظر فعالیت خود را آغاز کرد. در کنار جلسات ثابت هفتگی که به بررسی و تحلیل کتاب‌های مطالعه‌شدهٔ اعضا می‌پردازد. همچنین برگزاری نمایشگاه کتاب در سطح دانشگاه و مسابقات کتابخوانی عمدهٔ فعالیت‌های این کانون را تشکیل می‌دهد. سیر مطالعاتی کانون با نظر اعضا مشخص می‌شود. موضوعات ادبی، فلسفی، جامعه‌شناسی و… حول محور یک کتاب مشخص در جلسات به بحث گذاشته می‌شوند.
- پژوهش نامه آموزش زبان پارسی (به افراد غیر پارسی زبان)
- Iranian Journal of Genetics and Plant Breeding
- English Language Teaching
- فصلنامه پژوهش‌های تجربی حسابداری مالی (حسابداری)
- فصلنامه لسان مبین
- دوفصلنامه مطالعات تاریخ و تمدن ملل اسلامی
- مطالعات سیاسی جهان اسلام
- فقه‌پژوهی
- مطالعات قرآنی و روایی
- اندیشه معماری
- اندیشه شهرسازی
- پژوهشنامه اندیشه‌های حقوقی
- فصلنامه مطالعات تاریخ ایران اسلامی
- نشریه شمیم

## همکاری با دانشگاه‌های جهان

### همکاری با دانشگاه والنسیای اسپانیا
«دانشگاه بین‌المللی امام خمینی» با توجه به اهدافی که دنبال می‌کند در سه سال گذشته با به‌کارگیری خط‌‌مشی و رویکرد راهبردی در تلاش است با توجه به بهره‌های نسبی موجود در زمینه همکاری‌های علمی با سازمان همتا در جهان، همکاری‌های دانش بنیان و دانشگاهی خود را گسترش دهد. گسترش همکاری‌های علمی با کشور اسپانیا از نتیجهٔ این دستاوردها به‌شمار می‌رود.
در پی برگزاری همایش کاربردهای «فناوری نانو و پیشرفت صنعتی» در ۲۱ و ۲۲ اردیبهشت‌ماه ۱۳۸۹ در دانشگاه بین‌المللی امام خمینی و همچنین با توجه به شرکت دلاگواردیا سیروگدا، مدیر بخش شیمی تجزیه دانشگاه والنسیای کشور اسپانیا، موضوع گسترش همکاری‌های علمی و بین‌المللی میان دو دانشگاه مطرح شد. امضای یادداشت تفاهم در زمینهٔ همکاری‌های آموزشی و پژوهشی میان دو دانشگاه در تاریخ ۱۱/۱۲/۸۹ آغاز رسمی این همکاری است.

### همکاری با دانشگاه‌های جمهوری فدراتیو روسیه
با توجه به اهمیت راهبردی مناسبات ایران و روسیه و نیز با توجه به زمینه‌های مشترک تاریخی و فرهنگی، گسترش همکاری‌های علمی و بین‌المللی با مؤسسات آموزش عالی روسیه یکی از اولویت‌های دانشگاه بین‌المللی امام خمینی است. طی سفر نمایندگان دانشگاه در تاریخ ۱۸ تا ۲۲ بهمن ۱۳۸۹ به کشور روسیه و بازدیدهای انجام شده از مؤسسات آموزش عالی این کشور، سه تفاهم‌نامهٔ همکاری با دانشگاه فدرال قازان دانشگاه تربیت معلم تاتارستان و آکادمی بین‌المللی آینده‌پژوهی روسیه امضا شد.

### همکاری با دانشگاه بین‌المللی شانگهای چین
دانشگاه بین‌المللی شانگهای چین از دانشگاه‌های پیشرو در زمینهٔ زبان و ادبیات ملل است و چهارده زبان مختلف در آن تدریس می‌شود که یکی از آن‌ها زبان فارسی است؛ لذا همکاری‌های دانشگاه بین‌المللی امام خمینی و آن دانشگاه با محوریت زبان و ادبیات به‌طور رسمی از اولین ماه سال ۲۰۱۲ آغاز شد. سینگ هوای معاون منابع انسانی دانشگاه شانگهای ضمن دیدار از دانشگاه امام خمینی ضمن مثبت ارزیابی کردن افق همکاری‌های دو دانشگاه اظهار داشت همکاری‌ها می‌تواند در زمینهٔ تبادل دانشجو و استاد ادامه داشته باشد.

## پذیرش دانشجوی غیر ایرانی
دانشگاه بین‌المللی امام خمینی در راستای رسیدن به اهداف اساس‌نامه خود، از میان داوطلبان کشورهای گوناگون جهان دانشجو می‌پذیرد.

## رؤسای دانشگاه
| رئیس                    | دوره مسئولیت | محل اخذ دکترا                 | رشته                           |
| ----------------------- | ------------ | ----------------------------- | ------------------------------ |
| محمد معروف مشاط         | ۱۳۵۹–۱۳۶۶    | دانشگاه اکلاهما* دانشگاه لستر | فیزیک هسته‌ای* فیزیک حالت جامد  |
| محمود بروجردی           | ۱۳۶۶–۱۳۶۷    | نامشخص                        | نامشخص                         |
| علی اکبر صالحی          | ۱۳۶۷–۱۳۶۸    | دانشگاه‌ام آی تی               | مهندسی مکانیک                  |
| غلامرضا شیرازیان        | ۱۳۶۸–۱۳۷۱    | دانشگاه تربیت مدرس            | مهندسی عمران                   |
| محمد تقی‌خانی            | ۱۳۷۱–۱۳۷۳    | شوشتر                         | بیوشیمی                        |
| سعید سهراب پور          | ۱۳۷۳ – ۱۳۷۵  | دانشگاه کالیفرنیا             | مهندسی مکانیک                  |
| رسول کاظم پور           | ۱۳۷۵ – ۱۳۷۶  | دانشگاه خمینی شهر             | شیمی                           |
| علی اصغر ورسه‌ای         | ۱۳۷۶ – ۱۳۸۰  | دانشگاه منچستر                | ریاضی                          |
| محسن بهشتی سرشت         | ۱۳۸۰ – ۱۳۸۳  | دانشگاه شهید چمران            | تاریخ                          |
| ابوالحسن نائینی         | ۱۳۸۳ – ۱۳۸۵  | دانشگاه علم و صنعت ایران      | مهندسی عمران                   |
| حسن غفوری‌فرد            | ۱۳۸۵ – ۱۳۸۸  | دانشگاه کانزاس                | فیزیک هسته‌ای                   |
| عبدالعلی آل‌بویه لنگرودی | ۱۳۸۸ – ۱۳۹۲  | دانشگاه تهران                 | زبان و ادبیات عربی             |
| ابوالحسن نائینی         | ۱۳۹۲ – ۱۴۰۰  | دانشگاه علم و صنعت ایران      | مهندسی عمران                   |
| سیدعلی قاسم زاده        | ۱۴۰۰ – 1404  | دانشگاه تربیت مدرس            | استاد تمام زبان و ادبیات فارسی |
| دکتر حمید طاهری         | 1404 تا کنون | دانشگاه فردوسی مشهد           | زبان و ادبیات فارسی            |

## چهره‌های سرشناس

### رئیسان دانشگاه
- علی اکبر صالحی، وزیر امور خارجه ایران در دولت دهم محمود احمدی‌نژاد
- سعید سهراب پور، قائم مقام رئیس بنیاد ملی نخبگان
- حسن غفوری‌فرد، وزیر اسبق نیرو

### استادان
- عبدالکریم سروش، فیلسوف و مولوی‌شناس ایرانی، استاد اسبق فلسفه
- محمد حکاک قزوینی، دانشیار گروه فلسفه و از فیلسوفان معاصر ایران[۸]
- سعید عباس‌بندی، استاد تمام ریاضیات[۹]
- حسین‌آبادیان، پژوهشگر تاریخ معاصر ایران و نویسنده گروه تاریخ صدا و سیما
- سید علی قاسم زاده استاد تمام، منتقد ادبی و میان رشته ای و پژوهشگر پراستناد حوزه ادبیات و زبان ها به استناد موسسه isc

- فرزاد ابراهیمی از پژوهشگران و استادان برتر گروه مهندسی مکانیک

### دانش آموختگان
- نرگس محمدی، فعال حقوق بشر
- حسن اخلاق، فیلسوف اهل افغانستان
- محمد میلانی بناب
- عبداله سعیدی دیپلمات واولین دانش اموخته رشته اینده پژوهی باگرایش هوافضا

## نگارخانه

دانشکدهٔ فنی و مهندسی
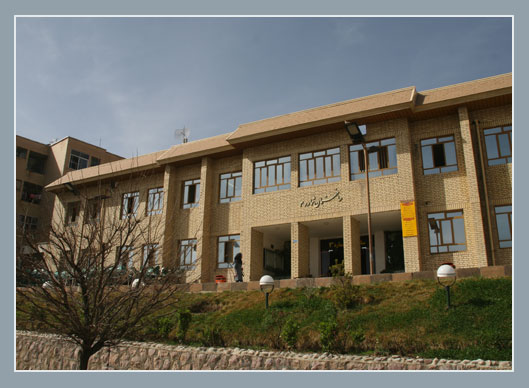
دانشکدهٔ ادبیات و علوم انسانی
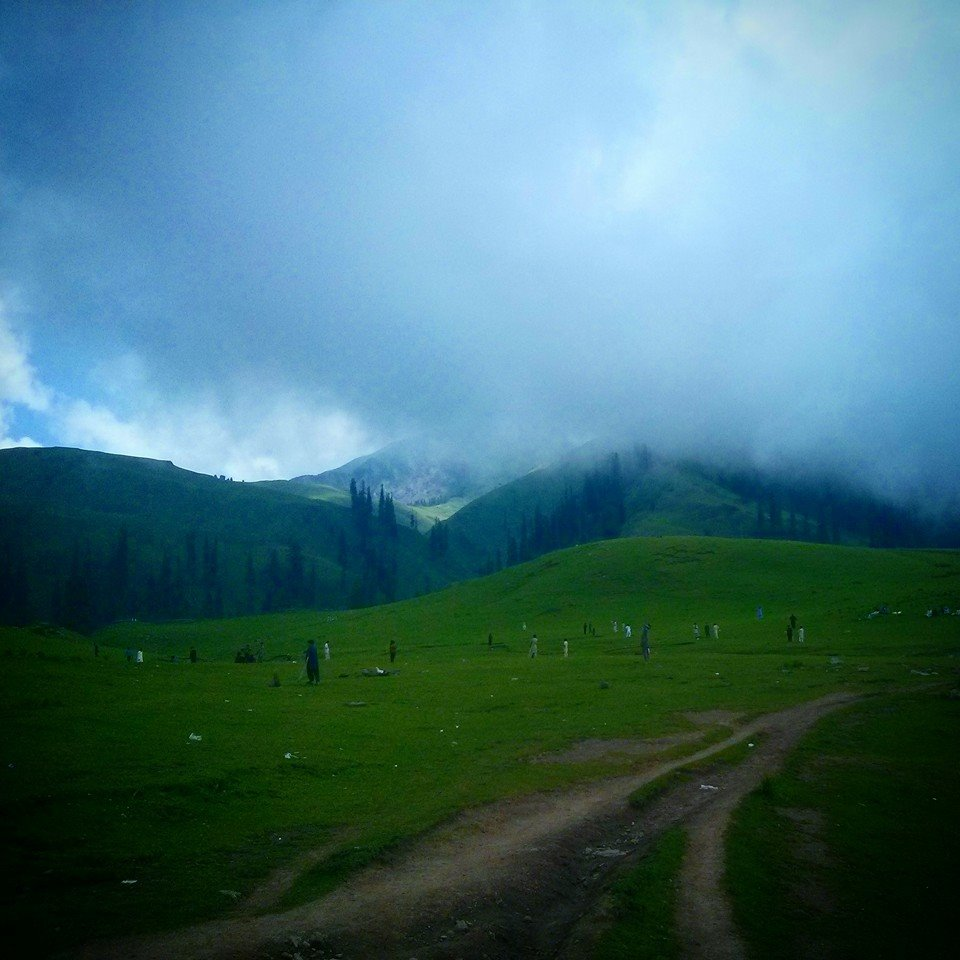
دانشکدهٔ علوم پایه
دانشکدهٔ علوم اجتماعی
دانشکدهٔ علوم و تحقیقات اسلامی
کتابخانهٔ مرکزی دانشگاه
تالار اجتماعات دانشگاه
مسجد دانشگاه
مرکز آموزش زبان پارسی
سالن آمفی‌تئاتر